# Elizabeth Randles
Elizabeth Randles (1er août 1800 - 6 mai 1829), également connue sous le nom de « Little Cambrian Prodigy », est une harpiste et pianiste galloise. Enfant prodige, elle commence à jouer du piano à l'âge de seize mois et se produit pour la première fois en public avant l'âge de deux ans. 

## Biographie
Elizabeth (Bessy) Randles naît le 1er août 1800 à Wrexham, dans le nord du Pays de Galles. Son père, Edward Randles, organiste de l'église paroissiale Holywell de St. James est aveugle. Il a perdu la vue à l'âge de trois ans des suites d'une variole. 
Un jour, alors qu'Edward Randles est malade, il remarque que quelqu'un tente de jouer Blue Bells of Scotland sur le piano. Etonné, il découvre qu'il s'agit d'Elisabeth, seize mois. Elle est si petite qu'elle doit frapper chaque touche avec le côté de la main. Son père commence à lui enseigner d'autres airs simples. Avant de parler, elle sait reconnaître les notes de musique et les jouer sur son instrument. 
Durant l'été 1802, Wrexham reçoit la visite d'une troupe de comédiens itinérants. Après avoir entendu l'enfant jouer, leur leader lui propose de se joindre à eux. Au cours des neuf mois suivants, Elizabeth Randles joue dans les maisons de Sir Watkin Williams-Wynn, Lady Dungannon et Lady Cunliffe. Williams-Wynn lui propose de participer à un concert à Wrexham au printemps 1803, sous la direction du harpiste gallois John Parry. Le soir du concert, la mère d'Elizabeth meurt après avoir appris que l'évènement a été un succès. 

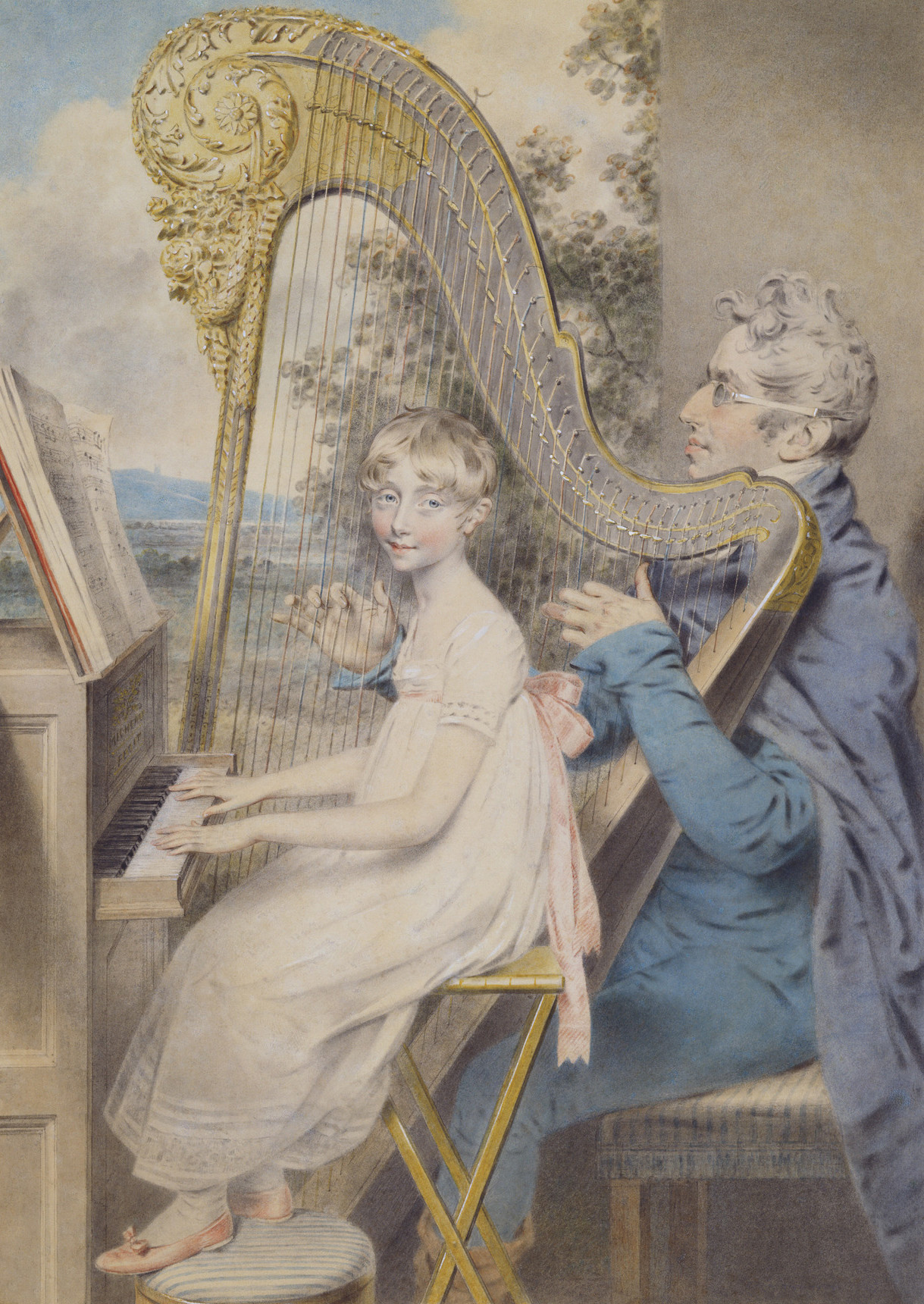
Elizabeth and Edward Randles, peinture de John Downma, 1807

À l'âge de trois ans et demi, Elizabeth Randles est invitée à jouer pour le roi George III, la reine Charlotte et d'autres membres de la famille royale. Le récital est un succès et le roi lui offre 100 guinées. Elle participe ensuite à un petit-déjeuner concert, devant un public de 500 personnes, à Cumberland Gardens. Les bénéfices du concert lui seront versés sous forme de fiducie. La princesse Caroline de Brunswick est si impressionnée qu'elle propose de l'adopter. 
L'enfant passe quelques jours à la Pagode, la résidence d'été de la princesse Caroline, à Blackheath. Elle y joue avec la jeune princesse Charlotte de Galles. Pour lui assurer suffisamment de fonds pour ses études, Elizabeth, son père et John Parry, font une tournée à travers tout le Royaume-Uni de 1805 à 1808. En juin 1808, elle retourne à Londres se produire au Hanover Square Rooms, parrainée par le prince de Galles et la marquise de Downshire. Rentrée chez elle, elle apprend à jouer de la harpe et à l'âge de quatorze ans, elle maîtrise les deux instruments, ainsi que l'orgue. Elle retourne à Londres en 1818, pour prendre des leçons de harpe avec François-Joseph Dizi et des leçons de piano avec Friedrich Kalkbrenner.
Elizabeth Randles s'installe à Liverpool, enseignant la harpe, le piano et le chant dans une école d'Ellesmere, et revenant chaque week-end chez elle pour s'occuper de son père, jusqu'à sa mort en 1823. 
La santé d'Elisabeth est délicate et elle est meurt le 6 mai 1829 à Liverpool. 